# Liste der Monuments historiques in Reiningue
Die Liste der Monuments historiques in Reiningue führt die Monuments historiques in der französischen Gemeinde Reiningue auf.

## Liste der Bauwerke
| Bezeichnung                   | Beschreibung | Standort                 | Kennzeichnung | Schutzstatus | Datum | Bild           |
| ----------------------------- | --- | ------------------------ | ------------- | ------------ | ----- | -------------- |
| Grabdenkmal für Catherine Kos | 19. Jahrhundert, von Paul Brutschi | Rue Georges Alter (Lage) | PA00085774    | Inscrit      | 1992  |                |
| Kloster Oelenberg             | Kloster 1046 gegründet; Kapelle St-Leon (ehemaliger Chorraum) aus der Mitte des 11. Jahrhunderts, darunter Gruft; Querschiff zwischen 1478 und 1486 erbaut, heute Kapelle St-Michel und Korridor; Bibliothek im ehemaligen Kirchenschiff von 1755; Keller unter dem nördlichen Klostergebäude; Novizenkapelle im südlichen Klostergebäude; zugehörig die ehemalige Klostermühle | Rue d’Oelenberg (Lage)   | PA00085773    | Inscrit      | 1992  | weitere Bilder |

## Liste der Objekte
| Bezeichnung                                          | Beschreibung                                                    | Standort                       | Kennzeichnung | Schutzstatus | Datum | Bild |
| ---------------------------------------------------- | --------------------------------------------------------------- | ------------------------------ | ------------- | ------------ | ----- | ---- |
| Reliquienschrein des heiligen Romanus von Caesarea   | Silber, vergoldet, und Eichenholz, 12. Jahrhundert              | in der Kirche St-Romain (Lage) | PM68000288    | Classé       | 1978  |      |
| Reliquienbüste des heiligen Romanus von Caesarea (1) | Silber und Kupfer, vergoldet, 15. oder 16. Jahrhundert          | in der Kirche St-Romain (Lage) | PM68000290    | Classé       | 1978  |      |
| Skulptur Madonna mit Kind                            | Holz, farbig gefasst und vergoldet, Anfang des 16. Jahrhunderts | in der Kirche St-Romain (Lage) | PM68000549    | Classé       | 1991  |      |
| Reliquienbüste des heiligen Laurentius               | Holz, vergoldet, 18. Jahrhundert                                | in der Kirche St-Romain (Lage) | PM68000812    | Classé       | 2001  |      |
| Reliquienbüste des heiligen Romanus von Caesarea (2) | Holz, versilbert und vergoldet, 18. Jahrhundert                 | in der Kirche St-Romain (Lage) | PM68001266    | Inscrit      | 2000  |      |
| Reliquienbüste des P. Romain Hinderer (?)            | Holz, versilbert und vergoldet, um 1800                         | in der Kirche St-Romain (Lage) | PM68001267    | Inscrit      | 2000  |      |
| Kelch und Patene                                     | Silber, vergoldet, 1900                                         | in der Kirche St-Romain (Lage) | PM68001268    | Inscrit      | 2000  |      |
| Schrein                                              | Silber und Kupfer, vergoldet, Holz, Ende des 12. Jahrhunderts   | in der Kirche St-Romain (Lage) | PM68000289    | Classé       | 1978  |      |